# أندرو بارون (متزلج سريع)
أندرو بارون هو متزلج سريع كندي، ولد في 2 مايو 1951.

## وصلات خارجية
- أندرو بارون على موقع SpeedSkatingBase.eu (الإنجليزية)
- أندرو بارون على موقع SpeedSkatingNews.info (الإنجليزية)
- أندرو بارون على موقع SpeedSkatingStats.com (الإنجليزية)
- أندرو بارون على موقع أوليمبيديا (الإنجليزية)